# 拉伊诺堡
拉伊诺堡（義大利語：Laino Castello）是意大利科森扎省的一个市镇。总面积39.34平方公里，人口907人，人口密度23.1人/平方公里（2009年）。ISTAT代码为078064。